# Lemberg (Palatinat)
Pour les articles homonymes, voir Lemberg.
Lemberg est une commune allemande, située dans le Land de Rhénanie-Palatinat et l'arrondissement du Palatinat-Sud-Ouest, à proximité de la frontière franco-allemande.

## Histoire
Le bailliage de Lemberg appartient de 1286 à 1570 au comté de Deux-Ponts-Bitche. Ce dernier est divisé en 1606 et le bailliage de Lemberg passe alors aux Hanau-Lichtenberg. En 1736, le village, avec toute la seigneurie, entre en possession de Louis VIII, landgrave de Hesse-Darmstadt et gendre du comte Johann-Reinhardt de Hanau-Lichtenberg dont il vient de devenir l'héritier.
Depuis 1961, la ville est jumelée avec son homonyme Lemberg de Moselle, qui a partagé son histoire de 1286 à 1570 en faisant elle-aussi partie du comté de Deux-Ponts-Bitche.

## Lieux et monuments

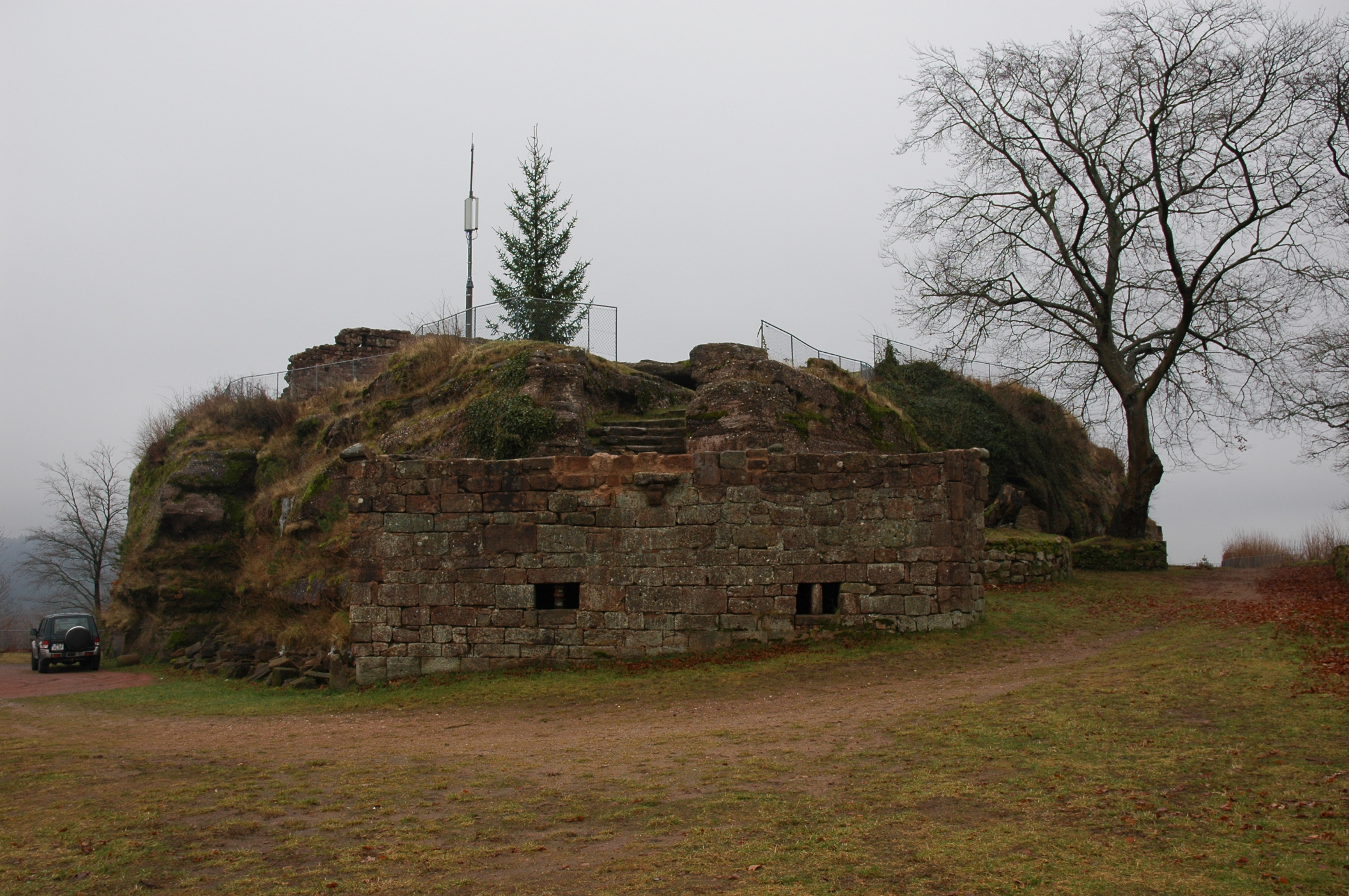
Ruines du château fort de Lemberg
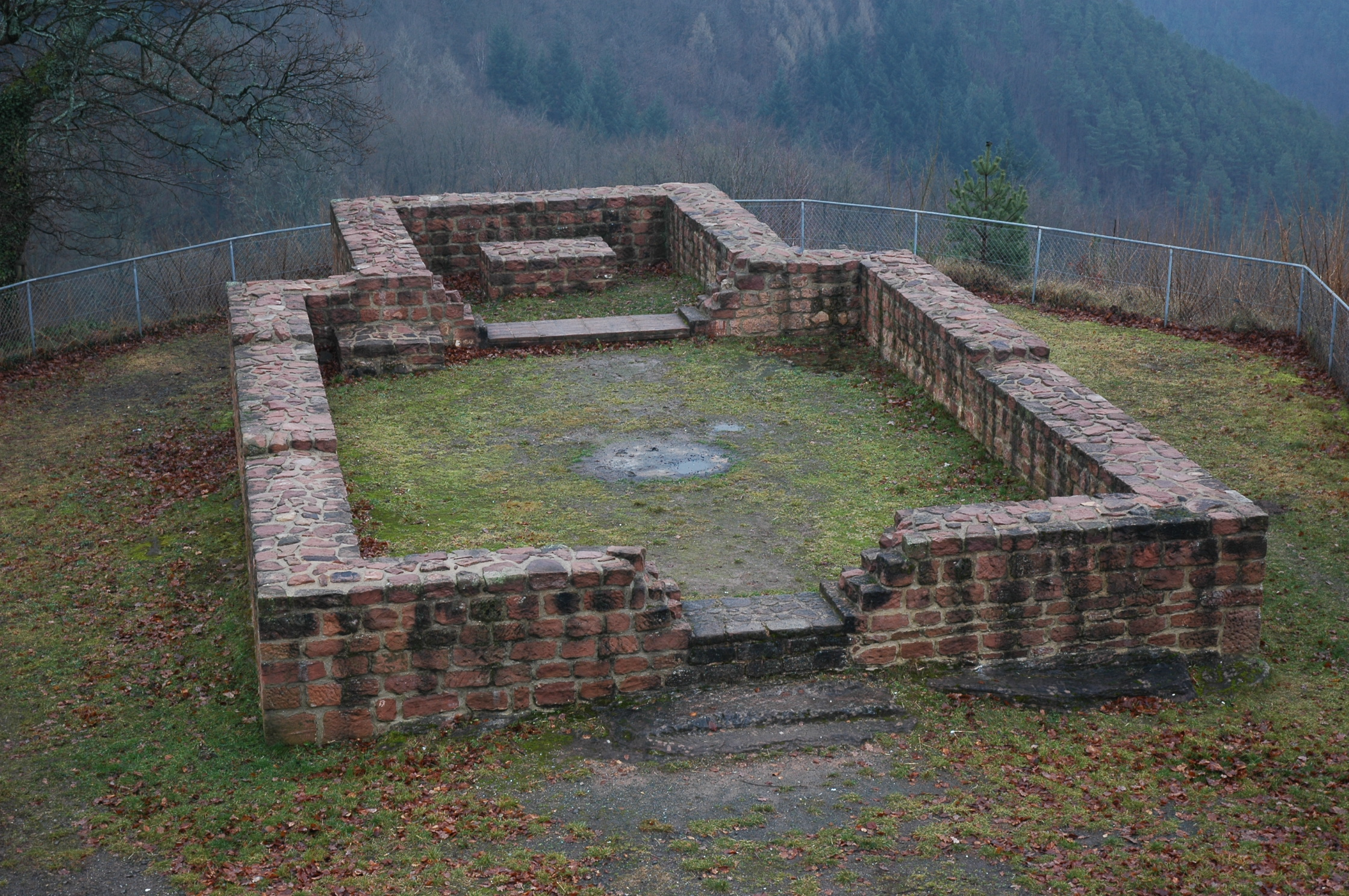
Soubassement de la chapelle, en grès vosgien
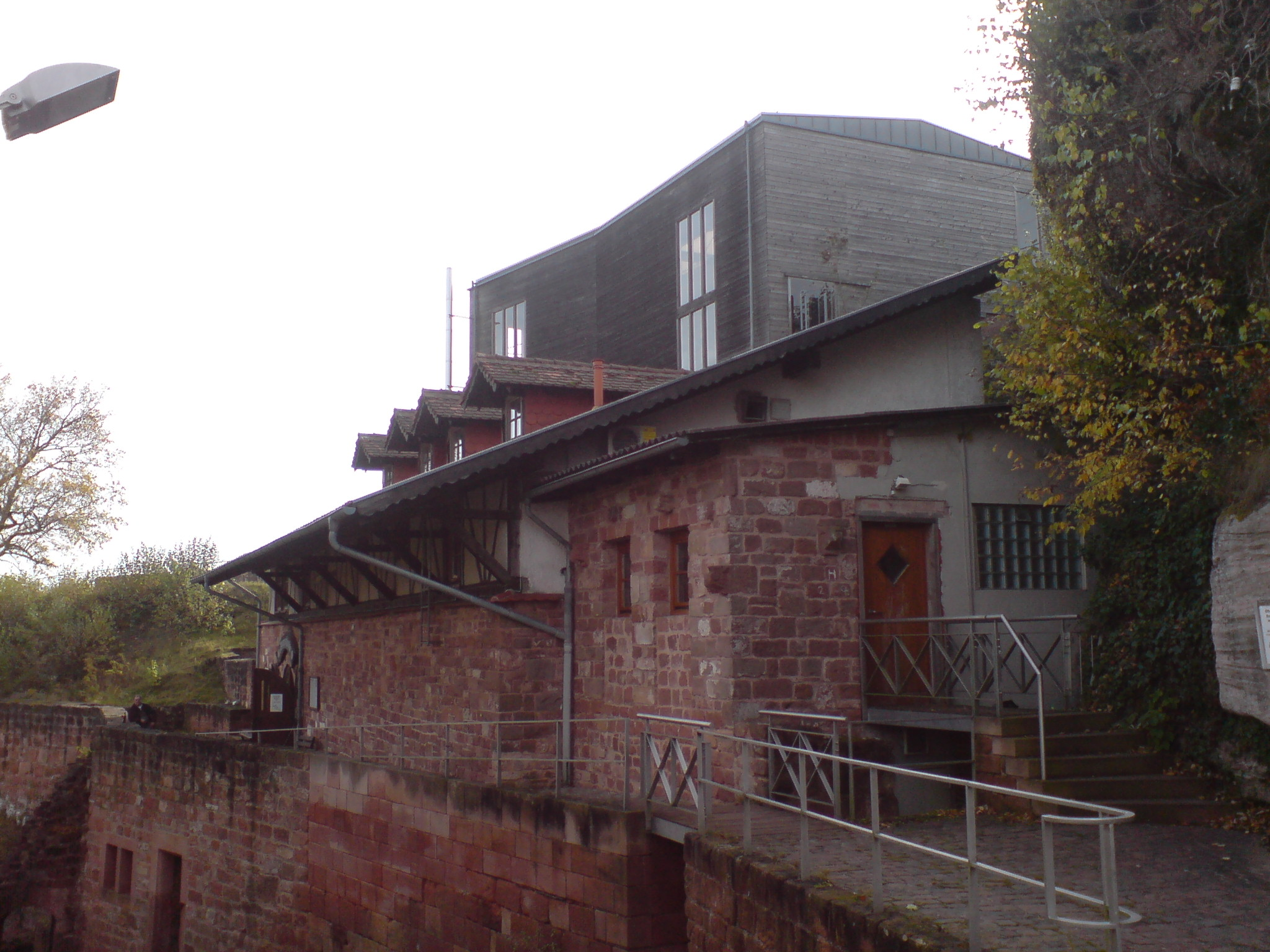
Musée du château-fort
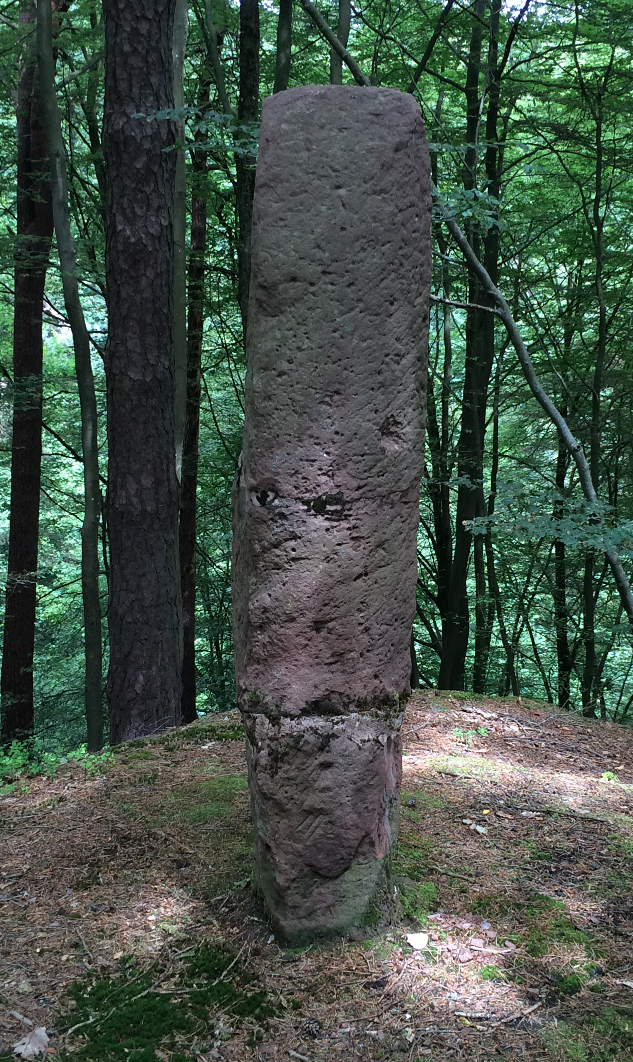
Le menhir de Pirmasens, situé à proximité de Lemberg

## Personnalités liées à la ville
- Jean-Auguste de Palatinat-Lützelstein (1575-1611), duc né et mort au château de Lemberg